# Xiaomi 15
Lo Xiaomi 15 è uno smartphone di fascia alta prodotto da Xiaomi, annunciato e commercializzato il 29 ottobre 2024. Succede allo Xiaomi 14, apportando diverse migliorie in termini di prestazioni, display e fotocamere.

## Caratteristiche tecniche

### Hardware
Lo Xiaomi 15 è dotato di un display LTPO OLED da 6,36 pollici con una risoluzione di 1200 x 2670 pixel, rapporto di forma 20:9 e una densità di circa 460 ppi. Supporta una frequenza d'aggiornamento variabile fino a 120 Hz, Dolby Vision, HDR10+ e raggiunge una luminosità di picco di 3200 nits. Il sensore di impronte digitali è situato sotto lo schermo ed è ultrasonico.
Il dispositivo monta il chipset Qualcomm SM8750-AB Snapdragon 8 Elite, con un processore octa-core composto da 2 core Oryon V2 Phoenix L a 4,32 GHz e 6 core Oryon V2 Phoenix M a 3,53 GHz, e una GPU Adreno 830.
Sono disponibili varianti con 12 o 16 GB di RAM LPDDR5X e opzioni di archiviazione UFS 4.0 da 256 GB, 512 GB e 1 TB. Non dispone di memoria espandibile.
La tripla fotocamera posteriore comprende:
- Sensore principale da 50 MP con apertura f/1,6, lunghezza focale di 23 mm, dual pixel PDAF e stabilizzazione ottica dell'immagine (OIS).
- Teleobiettivo da 50 MP con apertura f/2,0, lunghezza focale di 60 mm, PDAF, OIS e zoom ottico 3x.
- Ultragrandangolare da 50 MP con apertura f/2,2 e angolo di visione di 115°.

La registrazione video con gli obiettivi posteriori può essere 8K a 30 o 60 fps (con HDR), 4K a 24, 30 o 60 fps (con HDR10+ e HDR Dolby Vision a 10 bit), Full HD a 30, 60, 120 fps o Full HD al rallentatore a 240 o 960 fps, o 720p al rallentatore a 1920 fps.
La fotocamera frontale è da 32 MP con apertura f/2,0, HDR e lunghezza focale di 22 mm. La registrazione video con la fotocamera anteriore raggiunge il 4K a 30 o 60 fps.
Il dispositivo è alimentato da una batteria al silicio-carbonio da 5400 mAh, con ricarica rapida cablata a 90W, ricarica senza fili a 50W e ricarica senza fili inversa a 10W. Ha la certificazione IP68.
Sul piano della connettività supporta 2G, 3G, 4G, 5G, Wi-Fi 802.11 a/b/g/n/ac/6e/7 dual-band con Wi-Fi Direct e possibilità di fare da hotspot; Bluetooth 5.4 con A2DP, LE, aptX HD e aptX Adaptive; NFC, porta ad infrarossi;  GPS assistito con sistemi GLONASS, BDS, GALILEO e QZSS; porta USB Type-C 3.2 con OTG.

### Software
Lo Xiaomi 15 viene fornito con Android 15 personalizzato con HyperOS 2.

## Versioni

### Xiaomi 15 Pro
Una variante dello Xiaomi 15 è lo Xiaomi 15 Pro, che si differenzia principalmente per le seguenti caratteristiche tecniche:
- Display LTPO OLED da 6,73 pollici con risoluzione QHD+ 1440 x 3200 pixel;
- Diversi rapporti focali degli obiettivi posteriori ed il teleobiettivo posteriore ha uno zoom ottico 5x;
- Supporto alla comunicazione bidirezionale via satellite (Xingchen, consente di effettuare e ricevere chiamate nel raggio di 3,5 km in caso di guasti o interruzioni di servizio delle infrastrutture tradizionali);[3]
- Batteria con capacità di 6100 mAh;
- Diverse dimensioni e peso: 161,3 x 75,3 x 8,4 / 8,7 mm, 213 / 219 g.